# Malimbus rubricollis
Malimbus rubricollis là một loài chim trong họ Ploceidae.